# K9116/9113、K9114/9115次列车
K9116/9113、K9114/9115次旅客列车是中国铁路运行于粤东汕头市至粤西茂名市之间的一对城际快速旅客列车，沿 广梅汕铁路、广茂铁路，现已停运。是一对纵贯广东省东西两翼的列车。

## 概况
该列成由广州铁路集团三茂公司和广梅汕公司联合开行，使用中国铁路25型客车。其中广梅汕公司提供中国铁路25G型客车，三茂公司则提供中国铁路25Z型客车。三茂公司则提供中国铁路25Z型客车虽然不带有硬座车厢，但是该组列车的软座依旧按照广梅汕公司提供中国铁路25G型客车的硬座价格出售。

## 停运
2011年4月1日，铁路部门将实行新的列车运行图，K9116/9113、K9114/9115次列车停运。原K9116/9113、K9114/9115次列车拆为广州至茂名东T8347/8350、T8348/8349次列车；广州东至汕头的T8357/8360、T8358/8359次列车。

## 评价
该车的开行，结束了广东东西两翼没有直通火车的历史。

## 轶事
由于当时三茂公司和广梅汕公司的车底均拥有自身特色涂装，所以该列车涂装常出现红蓝绿等颜色混编。